# فانكورت
فانكورت (بالفرنسية: Vannecourt)‏ هي بلدية تقع في فرنسا في Canton of Château-Salins. يقدر عدد سكانها بـ 60 نسمة ومساحتها 9.55 كم2 وترتفع عن سطح البحر 260 متر.